# Електромеханічний технікум Харківського національного університету міського господарства імені О. М. Бекетова
Електромехані́чний те́хнікум Ха́рківського націона́льного університету місько́го господа́рства імені О. М. Бекетова — державний вищий навчальний заклад І рівня акредитації.

## Історія навчального закладу
За час свого існування наш навчальний заклад було кілька разів реорганізовано. Історія починається від ремісничого училища на початку свого існування і до технікуму в цей час.
Урочисте відкриття навчального закладу відбулося 12 січня 1886 р. В 1921 р. на базі ремісничого училища була відкрита профтехшкола.
В 1930 р. профтехшкола була реорганізована в Харківський електромеханічний технікум.
В 1997 р. наказом Міністерства утворення технікум був включений до складу Харківської державної академії міського господарства на правах структурного підрозділу.

## Спеціальності
Технікум здійснює підготовку молодших фахівців зі спеціальностей:
- Обслуговування верстатів з програмним керуванням і робототехнічних комплексів.
- Виробництво електричних машин і апаратів.
- Монтаж і експлуатація електроустаткування промислових підприємств і цивільних споруд.
- Обслуговування і ремонт електропобутової техніки.
- Обслуговування електротехнічного устаткування і автоматичних пристроїв будівель і споруд.